# Milburga z Wenlock

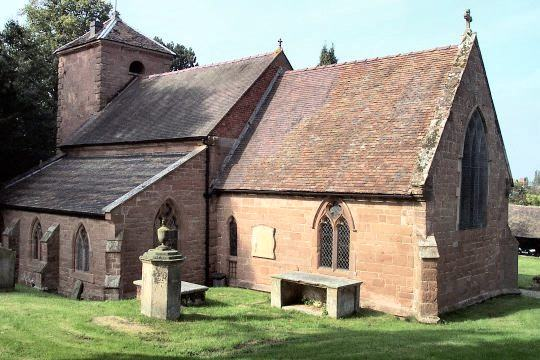
Kościół św. Milburgi w Beckbury

Święta Milburga (zm. 23 lutego 722) – angielska dziewica, księżniczka, ksieni benedyktyńska oraz święta kościoła katolickiego i anglikańskiego.

## Żywot
Milburga była córką króla Merewala i świętej Ermenburgi. Była starszą siostrą św. Mildredy i św. Mildygty. Te trzy siostry zostały porównane do trzech cnót teologicznych. Milburga do wiary, Mildgyta do nadziei, a Mildreda do miłości.
Postanowiono wydać ją za mąż, lecz ona nie zgodziła się z tą decyzją, bo złożyła Jezusowi śluby dziewictwa. Gdy jej porywczy przyszły mąż posłał po nią wojsko, które w pogoni biegło za nią, Milburga w ucieczce przebiegła przez potok, a woda wezbrała się i uniemożliwiła pogoń za świętą.
Milburga wstąpiła do klasztoru benedyktynek w Wenlock, który powstał z fundacji jej ojca i wuja.
Milburga znana była ze swej pokory. Legendy związane z jej osobą pozwalają twierdzić, że była obdarzona darem uzdrawiania i przywracania wzroku niewidomym. Zorganizowała ewangelizację i duszpasterstwo w południowym Shropshire.
Mówiono, że Milburga miała tajemniczą władzę nad ptakami; żeby uniknąć uszkodzenia na uprawach, proszono Milburgę o odesłanie ptaków gdzie indziej. Gdy poprosiła je, te natychmiast ją wysłuchiwały i odlatywały, dlatego też jej atrybutem są ptaki. Znana jest również z cudów, takich jak zasianie wiosną i cudowny wzrost jęczmienia.
Zmarła w dniu 23 lutego 722, dlatego jej wspomnienie w kościele katolickim obchodzone jest właśnie dies natalis.